# 泰奥恩塔尔
泰奥恩塔尔（Teonthar），是印度中央邦Rewa县的一个城镇。总人口15249（2001年）。

## 人口
该地2001年总人口15249人，其中男性7855人，女性7394人；0—6岁人口2836人，其中男1498人，女1338人；识字率54.62%，其中男性为65.13%，女性为43.45%。